# Олімпія (Познань)
Спортивне товариство «Олімпія» (пол. Towarzystwo Sportowe OLIMPIA) — польський спортивний клуб з міста Познань, заснований у 1945 році. Домашні матчі приймає на Олімпійському стадіоні, місткістю 20 000 глядачів.
У 2005 році ліквідована футбольна секція клубу.